# Macrosyringion glutinosum
Macrosyringion glutinosum är en snyltrotsväxtart som först beskrevs av Friedrich August Marschall von Bieberstein, och fick sitt nu gällande namn av Werner Hugo Paul Rothmaler. Macrosyringion glutinosum ingår i släktet Macrosyringion och familjen snyltrotsväxter. Inga underarter finns listade i Catalogue of Life.